# Bucoides
Bucoides is een kevergeslacht uit de familie van de boktorren (Cerambycidae). De wetenschappelijke naam van het geslacht werd voor het eerst geldig gepubliceerd in 1945 door Dillon & Dillon.

## Soorten
Bucoides omvat de volgende soorten:
- Bucoides erichsoni Martins, 1979
- Bucoides exotica Martins & Galileo, 1990
- Bucoides montana Martins & Galileo, 2009